# Speciální čarodějnický díl (8. řada)
Speciální čarodějnický díl (alternativně také Speciální čarodějnický díl VII, v anglickém originále Treehouse of Horror VII) je 1. díl 8. řady (celkem 154.) amerického animovaného seriálu Simpsonovi. Scénář napsali Ken Keeler, Dan Greaney a David S. Cohen a díl režíroval Mike B. Anderson. V USA měl premiéru dne 27. října 1996 na stanici Fox Broadcasting Company a v Česku byl poprvé vysílán 1. prosince 1998 na stanici ČT1.

## Děj
Díl je rozdělen na tři části: Věc a já (The Thing and I), Miska stvoření (The Genesis Tub) a Občan Kang (Citizen Kang).

### Věc a já
Bart a Líza slyší v noci z půdy podivné zvuky. Ráno jim Homer zakáže tam chodit. Pak vezme kbelík s rybími hlavami a odnese ho na půdu. Když jsou večer Homer a Marge pryč, aby umyli v dešti své auto, děti se jdou podívat na půdu. Tam je vystraší tajemná postava, Hugo Simpson. Homer se tam pak jde podívat a zjistí, že Hugo utekl. Marge zavolá doktoru Dlahovi, aby přijel. Doktor vypráví, jak Bart a Hugo byli siamská dvojčata. Jedno z nich ale bylo ztělesněným zlem. Přikovali ho doma na půdě. Bart zjistí, že má opravdu na boku jizvu. Všichni kromě Barta se vydají Huga hledat do města. Když odejdou, Bart zjistí, že Hugo je stále v domě. Hugo přiváže Barta na půdě na stůl a chce je sešít dohromady. Vrátí se ale doktor a Huga zastaví a omráčí. Pak vyjde najevo, že zlým dvojčetem je Bart.

### Miska stvoření
Líza se jako projekt do školy rozhodne prokázat škodlivost nealkoholických nápojů a svůj zub umístí do misky s nápojem, zatímco Bartův projekt spočívá v tom, že tře míčkem o hlavu a dává rány elektřinou. Dvakrát dá i Líze. Ta se pak dotkne zubu v misce a přeskočí do něho jiskra. Ráno Líza objeví v misce plíseň. Pod mikroskopem zjistí, že stvořila život. Druhý den už je v misce vyspělé město. Pak ale přijde Bart a rozmačká mnoho budov v domnění, že Líza postavila model města. V noci se lidé z misky vydají oplatit to Bartovi. Barta to naštve a slibuje Líze pomstu. V tom se kolem Lízy objeví silové pole a zmenší ji do misky. Tam Líza zjistí, že ji považují za boha a žádají po ní, aby je ochránila před ďáblem – Bartem. To ale není možné, protože by ji museli znovu zvětšit a nevědí jak. Bart nakonec město vydává ve škole za svou práci.

### Občan Kang
Homer je na rybách. Unesou ho Kang a Kodos. Chtějí po něm informace o poloze jejich vůdce. Tím je prezident Bill Clinton, ale blíží se volby a pak už to nemusí být on, tak se jím stane Bob Dole. Mimozemšťané je oba unesou a vezmou na sebe jejich podobu. Homer to vše zhlédne. Pocákají ho ale rumem, aby mu nikdo nevěřil. Když se prochází za městem, najde tam jejich kosmickou loď. V ní jsou Clinton a Dole. On je znovu oživí a chce je odvést do Washingtonu, ale omylem je vypustí ve vesmíru. Pak přistane a odhalí skutečnou identitu mimozemšťanů. Protože ale není jiný kandidát, volby vyhraje Kang a zotročí lidstvo.

## Produkce
Stejně jako předchozí dva Speciální čarodějnické díly ani tento neobsahuje žádné spojovací pasáže jednotlivých částí. Věc a já napsal Ken Keeler, Misku stvoření napsal Dan Greaney a Občana Kanga napsal David X. Cohen. Navzdory podobnosti nebyla Věc a já založena na zápletce filmu Šílenství proutěného košíku z roku 1982. Misku stvoření původně navrhl Cohen a později na ni bylo odkazováno v epizodě Městečka South Park To už bylo v Simpsonech, když poukázali na to, že Simpsonovi získali nápad z epizody Zóny soumraku z roku 1962 s názvem The Little People. Pasáž, v níž na Barta útočí malé vesmírné lodě v části Miska stvoření, představuje jedno z prvních použití počítačů v animaci Simpsonových. Počítač byl použit k sestavení referenčních modelů, které animátoři později zopakovali. Prezidentské volby v roce 1996 se konaly několik dní po odvysílání této epizody. Podle Cohena Občan Kang porušil všechna pravidla Simpsonových, protože epizodu uzavřel do jednoho času a jmenoval konkrétní kandidáty.

## Kulturní odkazy
Ve Věci a já zpívá Homer píseň „Fish Heads“, skladbu skupiny Barnes & Barnes z roku 1978. Homerův náraz létajícího talíře do kopule Kapitolu v Občanu Kangovi je odkazem na film UFO útočí! z roku 1956.

## Přijetí
V původním vysílání skončil díl v týdnu od 21. do 27. října 1996 na 31. místě ve sledovanosti s ratingem 10,5, což odpovídá přibližně 10,2 milionu domácností. V tom týdnu to byl třetí nejsledovanější pořad na stanici Fox, hned po seriálech Milénium a Akta X.
V roce 2017 označil server IGN Občana Kanga za nejlepší část celé antologie a samotnou epizodu umístil na první místo v žebříčku všech Speciálních čarodějnických dílů. Skapunková kapela s názvem I Voted for Kodos převzala svůj název z Homerovy hlášky: „Neobviňujte mě, hlasoval jsem pro Kodos.“. V článku Entertainment Weekly z roku 2000 Matt Groening zařadil tuto epizodu jako svou sedmou nejoblíbenější v historii seriálu.
Patrick D. Gaertner ze serveru Puzzled Pagan napsal: „Tohle je skvělý Speciální čarodějnický díl. Miska stvoření je tak trochu nepovedená, i když měla solidní premisu, a pravděpodobně by dopadla lépe, kdyby se trochu dotáhl scénář. Věc a já je docela zábavná a dává nám postavu šíleného Huga. Tento příběh je plný tolika hloupých postřehových gagů a patří k těm ujetějším částem Speciálních čarodějnických dílů, jako například děti schovávající se ve skříni místo váz, které by byly nápadnější, nebo doktor Dlaha, jenž zdánlivě rozřezává Barta a Huga řezačkou na papír. Ale je to Občan Kang, který si s tímto dílem opravdu vyhrál. Ta část je tak dokonale vtipná a opravdu patří k nejlepším pasážím čarodějnických dílů, které kdy vytvořili. Má skvělé sci-fi gagy, jako je únos strojem s drápy, a je až po okraj plný skvělých politických gagů. Poslední hláška „Neobviňuj mě, volil jsem Kodos.“ je úžasná a Dan Castellaneta ji prodává tak dokonale, že opravdu vidíte, že Homer věří, že by věci byly jinak, kdyby vyhrála Kodos. Je také docela smutné, že ta strašná spoušť, kterou v Americe způsobila Kangova administrativa, není pravděpodobně zdaleka tak špatná jako to, co by se stalo, kdybychom zvolili Trumpa prezidentem.“.